# Juliusz Weinberger
Juliusz Weinberger (ur. 1 stycznia 1887 w Brodach, zm. ?) – pianista, skrzypek, dyrygent.

## Życiorys
Urodził się w rodzinie żydowskiej. Jego ojciec był znanym maskilem w Brodach, znawcą kultury i języka hebrajskiego. 
Juliusz Weinberger po ukończeniu Gimnazjum im. Arcyksięcia Rudolfa w Brodach w 1907 roku wyjechał do Wiednia. W 1911 roku został absolwentem wiedeńskiej Akademii Handlowej. Jeszcze jako uczeń w gimnazjum prowadził orkiestrę gimnazjalną i orkiestrę smyczkową. Należał do studenckich kółek samokształceniowych był zwolennikiem idei syjonistycznej. Był jednym z założycieli Żydowskiego Towarzystwa Muzycznego we Lwowie i dyrygował na kilku koncertach symfonicznych zorganizowanych przez Towarzystwo. Po połączeniu z Kołem Muzycznym „Sztuka” i żydowskim teatrem Maska w Żydowskie Towarzystwo Artystyczno-Literackie w 1927 roku był przez szereg lat jego wiceprezesem, a następnie prezesem. Od 1927 roku był przez wiele lat dyrygentem zorganizowanej przez siebie amatorskiej orkiestry symfonicznej tego Towarzystwa.